# 異尾帶平鰭鮠
異尾帶平鰭鮠，為輻鰭魚綱鯰形目平鰭鮠科的其中一種，為熱帶淡水魚，分布於非洲剛果民主共和國盧阿拉巴河流域，體長可達3.5公分，棲息在底層水域，生活習性不明。

## 擴展閱讀
維基物種上的相關：異尾帶平鰭鮠